# Neuer Materialismus
Neuer Materialismus (auch: Neomaterialismus oder New Materialisms) bezeichnet eine interdisziplinäre und heterogene theoretische Strömung, die sich mit den Beziehungen des Menschen zu Technologie, Natur und Umwelt befasst. Der Begriff Neuer Materialismus wurde in den 1990er Jahren geprägt und kann als Reaktion auf die durch ökologische Krisen veränderte Umwelt und den rapiden technischen Fortschritt betrachtet werden.
Gemeinsame Anliegen der diversen Neuen Materialismen sind:
- die Überwindung der Zentralstellung des menschlichen Subjekts, also des in der Philosophie hegemonialen Anthropozentrismus
- die Erneuerung einer Konzeption von Materie als aktiv und wirkmächtig
- die Befürwortung eines revisionären ontologischen Theorieformats[3]
- der Vorschlag einer „Komplexifizierung von Natur-Kultur-Verhältnissen als Kontinuum“.[4]

Zu den meist rezipierten Vertreterinnen der Neuen Materialismen gehören Donna Haraway, Rosi Braidotti, Karen Barad und Jane Bennett.

## Begriff und philosophiegeschichtliche Verortung
Der Begriff Neuer Materialismus deutet 1. auf einen Rückbezug und 2. auf eine Abgrenzung zu schon vorher bestehenden Materialismen aus der Philosophie und den Naturwissenschaften hin. Gemeinsamkeiten der neuen und alten Materialismen sind die Vorstellungen, dass Subjekte keine essenziellen Eigenschaften haben und, dass das „menschliche[…] Bewusstsein […] nicht unabhängig von der Wahrnehmung und Interaktion mit der Welt“ existiert, sondern sich im Wechselverhältnis befindet. In Abgrenzung zum Historischen Materialismus dezentralisieren neumaterialistische Denkrichtungen den Menschen im Erkenntnisprozess und auch Emanzipation sei nicht nur vom Menschen ausgehend und allein an Menschen gerichtet zu denken. Außerdem wird Materie im Neuen Materialismus nicht mehr als „stumme Verfügungsmasse und einfaches Objekt menschlichen Zugriffs“ oder geronnene, verfestigte Struktur von Arbeits-, Klassen- und Tauschverhältnissen verstanden. Der Fokus liegt somit nicht auf den „verfestigten Herrschaftsverhältnisse[n] und deren materielle[r] Struktur, sondern auf dem lebendigen Austausch von Materie, Energien und Dingen“. Darüber hinaus grenzen sich Neue Materialismen stark von einigen anderen Auslegungen, wie z. B. dem Repräsentationalimus, dem linguistischen Materialismus oder der Praxistheorie des Sozialkonstruktivismus ab. Der Begriff material turn bezeichnet insbesondere die Abgrenzung zum linguistic turn/cultural turn.
Der Neue Materialismus speist sich u. a. aus poststrukturalistischen und posthumanistischen Theorieimpulsen, wie z. B. denen von Gilles Deleuze und Félix Guattari, die durch die feministischen Rezeptionen in den Diskurs eingebracht wurden. Andere Impulse kamen aus der feministischen Wissenschaftstheorie, z. B. durch Donna Haraway. So knüpft der Neue Materialismus an Theorien an, die aus den „Schnittmengen feministischer Natur- und Sozialwissenschaftsdiskurse“ seit den späten 1980er Jahren entstanden sind, und in der Figur des „Cyborgs“ auf den Punkt gebracht und von dort aus weiterentwickelt wurden“. Nina Lykke bezeichnet den Neuen Materialismus als feministischen „Postkonstruktionismus".

## Themenfelder des Neuen Materialismus

### Überwindung der Zentralstellung des menschlichen Subjekts
Als eine der Prämissen des Neuen Materialismus gilt die Notwendigkeit der Überwindung der Zentralstellung des menschlichen Subjekts, welche im Humanismus oftmals den Ausgangspunkt des Denkens markiert. Dieser Anthropozentrismus beschreibt eine den Menschen zentrierende Weltsicht, in der „alle Vorgänge und Aktionen danach bewertet werden, ob sie „dem Menschen“ nutzen oder schaden und in der der Mensch (und nicht „Gott“ oder „die Natur“) zugleich auch die wichtigste Handlungseinheit bildet“. Neumaterialistische Denkrichtungen setzen dieser Vorstellung eine posthumanistische Anthropozentrismuskritik entgegen, welche sich einerseits gegen die ausschließende Kraft der Kategorie Mensch wendet und die Frage danach stellt, wer als Mensch gilt bzw. als Mensch anerkannt wird. So „entlarvten“ laut Pia Garske vor allem feministische und postkoloniale Kritiken die Kategorie Mensch „als Verallgemeinerungen nur ganz bestimmter menschlicher (nämlich vor allem: männlicher, weißer,…) Erfahrungen“. Andererseits steht die Frage im Zentrum, „wie die menschlichen Kulturen Teil vieler anderer materieller Kulturen in der Welt sind, z. B. der Elektronen, der Bakterien, der Pflanzen und anderer Lebewesen“. Karen Barad, eine der meist rezipierten Vertreterinnen des Neuen Materialismus und Begründerin des Agentiellen Realismus, stellt die in der rationalistischen Tradition grundlegende Trennung von Subjekt und Objekt (Subjekt-Objekt-Spaltung) und die daran geknüpften Kategorien von Aktivität und Passivität in Frage: „Agency can not be designated as an attribute of „subjects“ or „objects“ (as they do not preexist as such)“. So sind laut Barad „menschliche“ Körper nicht inhärent unterschiedlich zu „nicht-menschlichen“, sondern sind „material-discursive phenomena“, formieren sich also „prozesshaft und unabschließbar“. Aus dieser Annahme folgern u. a. Barad und Iris van der Tuin, dass diese den Menschen priorisierende Hierarchie als obsolet betrachtet werden kann.
Diese Annahme beinhaltet für viele Denker des Neuen Materialismus auch eine Kritik am Konzept des Anthropozäns, ein Begriff, der das Ende des geologischen Zeitalters des Holozäns beschreibt und 2000 u. a. von dem Chemiker Paul Crutzen geprägt wurde. Der Neologismus definiert die Menschheit als geologische Kraft und thematisiert ihren zentralen Einfluss auf Veränderungen des Klimas.
Als eine der wichtigsten neumaterialistischen Kritikerinnen des Anthropozän-Konzepts gilt Donna Haraway, welche den nach ihrer Ansicht inhärenten Anthropozentrismus des Konzepts mit der Begründung ablehnt, dass nicht eine undifferenzierte Menschheit oder gar ein Kollektivsubjekt „Mensch“, sondern das kapitalistische System Verursacherin der Prozesse sei, die zu den gegenwärtigen ökologischen Krisen geführt haben. Auf Basis dieser Überlegungen entwirft Haraway das Konzept des „Chthuluzäns“, das sie nicht als eine Alternative zum Anthropozän versteht, sondern vielmehr als eine „Fortsetzungsgeschichte“, das heißt, als einen Vorschlag für eine „bewohnbarere, aufblühende Welt“.
Der Neumaterialist Timothy James LeCain fügt an, dass das Anthropozän-Konzept die Fähigkeiten des Menschen und seine Position in der Welt stark überschätze. Die Rede vom „Zeitalter des Menschen“ („Age of humans“), wie das Anthropozän populärwissenschaftlich auch genannt wird, verstärke die konzeptuelle Trennung von „human culture and a largely passive natural world“ und verdecke, dass Menschen Produkte der materiellen Welt seien. Als Alternative zum Zeitalter des Anthropozän schlägt LeCain u. a. den Begriff Carbocene vor: „an age of powerful carbon-based fuels that have helped to create ways of thinking and acting that humans now find exceedingly difficult to escape.“

### Konzeption von Materie
Karen Barad bemerkt, dass Sprache zu viel Macht eingeräumt wurde und kritisiert damit die scheinbare Bedeutungslosigkeit von Materie: „the only thing that does not seem to matter is matter“. Die verschiedenen Ansätze des Neuen Materialismus stellen der verbreiteten Annahme, Materie sei ein „passive[r] Stoff, der auf menschliche Bearbeitung wartet“ ein Konzept von Materie entgegen, welches ihr stattdessen ein „selbstorganisierendes Potential“ zuschreibt. Karen Barad konzeptualisiert Materie, in Abgrenzung zu anderen Konzepten, als einen sich entwickelnden Prozess der Historizität, der durch „Intra-Aktion“ hervorgebracht wird. Materie und Materialität werden also als dynamisches intra-aktives Werden oder als „Gerinnung von Tätigsein“ verstanden. Intra-Aktion ist ein Neologismus von Karen Barad, den sie zur Abgrenzung des Begriffs Inter-Aktion verfasst hat, der interagierende Akteure fokussiert (z. B. bei Bruno Latours Akteur-Netzwerk-Theorie oder Donna Haraways Konzept des Situierten Wissens) und eine Existenz von unabhängigen Entitäten voraussetzt. Der Begriff der Intra-Aktion stellt in dieser Abgrenzung eine tiefgreifende konzeptuelle Verschiebung dar. Er kann beschrieben werden als die sich wechselseitig beeinflussende Beschaffenheit von verflochtenen Handlungsfähigkeiten bzw. Wirkmächten (Agency) von Materie. Die Materie materialisiert sich erst durch die Intra-Aktion, wobei die Fähigkeit dieser Materie zur Handlung, unabhängig von einer anderen Entität ist. D. h. auch, dass Intra-Aktionen und damit Materialisierungsprozesse keine menschliche Anwesenheit erfordern: „Intra-action are specific causal material enactments that may or may not involve humans“. „Im Gegensatz zu Inter-Aktionen sind die an einer Handlung [B]eteiligten […] vor ihrem Aktivwerden innerhalb des Phänomens noch gar nicht als unabhängige, klar voneinander abgegrenzte Einheiten unterscheidbar. Stattdessen konstituieren sie sich erst im Rahmen der Intra-Aktion gegenseitig. Erst dort stell[t] sich heraus, wo die Grenzen“ zwischen ihnen verlaufen. In durch dynamische Intra-Aktionen materialisierten Phänomenen sind „Diskurse und bedeutungsgenerierende Tätigkeiten, technische Apparaturen, Subjekte und materielle Komponenten beteiligt und verwoben“. In Abgrenzung zu poststrukturalistischen Ansätzen, die laut Karen Barad Materialität nur als Produkt diskursiver Praxen verstünden und somit Materie passive Oberfläche von Einschreibungsergebnissen und Bedeutungszuweisungen bleibe, sei es wichtig einzubeziehen, wie Materie sich materialisiert.
In neumaterialistischen Theorien verfügt Materie des Weiteren über Agency (Handlungsmacht). Diese ist jedoch nicht auf menschliche Intentionalität oder Subjektivität ausgerichtet, sondern folgt ihrer eigenen Logik. Der Begriff der Agency begrenzt sich im Neuen Materialismus also nicht auf die Handlungsmacht menschlicher, sondern bezieht sich auch auf die Wirkmacht nicht-menschlicher materieller oder posthumaner Akteure. Durch diese Verschiebung soll der Dualismus zwischen menschlich und nicht-menschlich und die damit verbundene Hierarchie zwischen „kultureller oder sozialer Handlungsmacht […] gegenüber materieller Agency“ aufgelöst werden. Agency ist jedoch keine attributive Eigenschaft, sondern „the enactment of iterative changes to particular practices through the dynamics of intra-activity“. Agency ist also „ein Tun (doing), also eine Tätigkeit, […], eine wirkmächtige Praxis.“
Jane Bennett, eine weitere einflussreiche Vertreterin des Neuen Materialismus, schreibt Dingen (non-humans) eine „Ding-Macht“ zu. Dieses Konzept beschreibt, dass Dinge nicht nur widerständig auf Äußeres reagieren, sondern eine aktive, vitale, positive Macht und Agency besitzen. Dinge haben also die Fähigkeit, Sachen passieren zu lassen, Effekte zu produzieren, zu handeln, lebendig zu werden, denn sie sind lebendige Einheiten. Jane Bennett verwendet in Anlehnung an Gilles Deleuze und Félix Guattari den Begriff der Assemblages und definiert diese als „ad hoc groupings of diverse elements, of vibrant materials of all sorts“. Assamblages sind also Versammlungen von Elementen, die aus lebendiger und dynamischer Materie besteht. Diese Elemente haben aus eigenem Antrieb heraus die Tendenz eine Handlung vorzunehmen, und so beschreibt Bennett sie als „conative bodies“. Bennett ergänzt, dass das Konzept der Assamblage die dynamisch verteilte Natur von Agency genauer erfasse, weil thing-power eine stabile Entität implizieren könnte. So kann von einer „agency of assemblages“ gesprochen werden. Rick Dolphijn und Iris van der Tuin wollen die neu materialistische Konzeption von Materie als tiefgreifend und umfassend verstehen, sodass sie von einer „Revolution des Denkens“ sprechen.

### Ontologie zwischen Repräsentationalismus und Konstruktivismus
Feministisch-wissenschaftstheoretische Debatten beschäftigen sich unter anderem kritisch mit naturwissenschaftlicher Forschungsmethodik und dem daraus resultierenden Objektivitätsbegriff. Poststrukturalistische Ansätze, wie beispielsweise jener Judith Butlers prägen diese feministischen Auseinandersetzungen und somit auch eine Kritik an ebendiesem Objektivitätsbegriff seit den 1990er Jahren stark und fokussieren eher epistemologische als ontologische Fragen. Der Neue Materialismus, welcher auch als Teil feministischer Denkrichtungen verstanden werden kann, grenzt sich jedoch in großen Teilen sowohl von den poststrukturalistischen Ansätzen des radikalen Konstruktivismus als auch vom naturwissenschaftlichen Repräsentationalismus ab und rezentriert die „Eigenlogik des Materiellen“. Neumaterialistische Theorien verhelfen Ontologien zu einem Aufschwung in feministischen Debatten, jedoch diesmal nicht als „abschließende Festlegungen“, sondern als „spekulative Öffnungen“. Die zentrale These der „Untrennbarkeit von Sein (Ontologie) und Wissen (Epistemologie)“, welche diesem Denken zugrunde liegt, wird selbst zu einer „neuen Ontologie“ erweitert, welche beansprucht „zu einem anderen Verständnis von Macht [und] Verantwortung“ beizutragen.
Solch eine relationale und prozesshafte Ontologie betont die Verwobenheit bzw. „Intraaktion“ von Natur und Kultur im Gegensatz zu strukturalistischen Ansätzen, welche diese oftmals als grundlegende Gegensätze konzeptualisieren. Donna Haraway schlägt mit dem Begriff „naturecultures“ vor, die binären Oppositionen der beiden Konstrukte aufzulösen und ihre wesensmäßige Verknüpfung anzuerkennen. Darüber hinaus werden in diesem neumaterialistischen Verständnis von Ontologie vor allem Prozesse der Materialisierung in den Blick genommen, was Diane Coole auch als Ontologie des Werdens bezeichnet. Um die Diskrepanz zwischen wissenschaftlichem Repräsentationalismus und radikalem Konstruktivismus zu überwinden, formuliert Karen Barad ihr Konzept des „Agentiellen Realismus“. Dieser bezeichnet keine fixe Ontologie, sondern die „kontinuierliche Herstellung und Veränderung von handlungsmächtiger Realität in Phänomenen durch materiell-diskursive Praktiken“. Erkenntnis und Objektivität seien so trotzdem möglich, da die „intraagierenden Agentien“ ontologisch „unzertrennlich“  bzw. verschränkt seien. In diesem Denken gibt es folglich „keine Priorisierungen oder Kausalitäten mehr zwischen Diskurs und Materie, Natur und Kultur, und auch nicht zwischen menschlichem und nicht-menschlichem Tätigsein“. Dies bezeichnet Barad auch mit dem Begriff der „Onto-epistemo-logy“.

## Kritik am Neuen Materialismus
So vielfältig die verschiedenen Ansätze des Neuen Materialismus sind, so vielfältig sind auch kritische Positionen hierzu: Aus zeichentheoretischer Perspektive kritisiert Sara Ahmed, dass in der Gründungsgeste des Neuen Materialismus und der inhärenten Kritik am vermeintlichen Antibiologismus feministischer und poststrukturalistischer Theorie, die materiell-semiotischen Arbeiten, die innerhalb feministischer Theorie bereits existieren, übergangen würden. Ahmed fokussiert hierbei besonders die Position von Karen Barad, die eine „Karikatur“ eines materiephoben Feminismus zeichne und mit der Forderung zur Betrachtung der Materie zurückzukehren, alte Binaritäten wieder verstärke.
Astrid Deuber-Mankowsky mahnt den Mangel einer epistemologischen Perspektive im Sinne der historischen Situierung von Wissen, wie von der Vordenkerin des Neuen Materialismus Donna Haraway konzeptualisiert, an.
Des Weiteren verweist Hanna Meissner kritisch auf eine analytische Leerstelle in der Konzeption der Kategorie Mensch. So bleibt nach Meissner die Frage wer der Mensch ist, gegen den sich die Kritik des Anthropozentrismus richtet, vielfach nicht nur unbeantwortet, sondern sogar ungestellt. Im Begehren der Überwindung des Konzepts wird „in eigentümlicher Weise ein spezifisches Subjekt als Mensch schlechthin verallgemeinert und letztlich reaktualisiert“. Dieser Kritik schließt sich auch Pia Garske an, die beschreibt, dass mit der Überwindung des Menschlichen eine Sprachlosigkeit entstehe, aus der „die Unmöglichkeit erwächst, real existierende Ungleichheiten und Ausbeutungsverhältnisse zwischen Menschen noch benennen zu können“. Nach Peta Hinton zähle hierzu beispielsweise Rassismus, welcher mit neumaterialistischen Theorien nicht mehr adäquat analysiert und dekonstruiert werden könne, da der Neue Materialismus mit einem Analyserahmen operiere, der race vermeintlich 'zurückgelassen' hat und gerade dadurch unsichtbar wiedereinsetze. Demgegenüber argumentiert Josef Barla, dass sich Barads Verständnis von Materialisierung produktiv für eine kritische Analyse der (technologischen) Praktiken mobilisieren ließe, durch die rassialisierte Körper hervorgebracht werden. Solch ein Ansatz verdeutliche, dass 'Race' ein fundamental relationaler Effekt historischer materieller Intra-Aktionen ist, „that traverse certain (and not other) bodies, 'a system of terrifying yet contingent inter (intra)actions'“. Ein ähnliches Argument macht auch die Schwarze Soziologin Zakiyyah Iman Jackson, die Barads Einsichten diffraktiv durch die Arbeiten von Sylvia Wynter, Audre Lorde und Octavia Butler liest. Dabei gelangt Jackson zu der Einsicht, dass eine Kritik der Praktiken und Diskurse, durch die bestimmte Menschen dehumanisiert werden, nicht ausreiche, um den Anti-Schwarzen Rassismus zu verstehen; vielmehr müssten die jeweils konkreten materiell-diskursiven Praktiken in den Blick genommen werden, durch die Schwarze Körper und Subjektivitäten als „non-being“ hervorgebracht werden.
Christine Bauhardts Überlegungen bemängeln das „Beschweigen der sex/gender-Unterscheidung und der Reproduktivität des weiblichen Körpers bei den Autorinnen des New Feminist Materialism“, da die „potentielle Gebärfähigkeit des weiblichen Körpers und die damit legitimierte Geschlechterhierarchie“ so nicht mehr thematisiert werden könne.
Gemein ist diesen Ansätzen, dass sie die Schwierigkeit thematisieren, mithilfe des Neuen Materialismus eine emanzipatorische Gesellschaftstheorie im Sinne einer sozio-strukturellen Machtanalyse und -kritik, wie sie für poststrukturalistische und historisch-materialistische Ansätze prägend ist, zu entwickeln.

## Politische Potentiale
Die viel aufgeworfene Frage, worin das emanzipatorische Potential für gesellschaftliche Veränderung liegt, findet ebenso viele verschiedene Antworten wie es Positionen im Spektrum des Diskursfeldes Neuer Materialismus gibt. Vor allem die politischen Implikationen, welche die neumaterialistische Dezentrierung des Menschen und das daraus folgende Fehlen einer Adressatin für Kritik hervorrufen, stoßen bei neumaterialistischen Denkerinnen vermehrt auf Gegenreaktionen. So wendet Diana Coole ein, dass der Neue Materialismus der menschlichen Spezies zwar jegliche kosmische Privilegien raubt, jedoch ohne auf die Verantwortung, die der Mensch als moralisches Wesen innehat, zu verzichten. Hiernach muss der Mensch Verantwortung für die Umgebung übernehmen, sowohl in Bezug auf das alltägliche Leben, in Produktions- und Konsumverhalten, als auch auf der politischen Ebene im globalen Kontext. Im Sinne einer kritischen Interventionsfähigkeit geht Cooles neumaterialistischer Ansatz dabei über normative Bemühungen hinaus und versucht strukturelle (Macht-)Analysen zu integrieren. Aus der im Neuen Materialismus favorisierten flachen Hierarchie zwischen menschlichen und nicht-menschlichen Akteuren lassen sich außerdem ökologische Forderungen ableiten, wie sie beispielsweise in den Cultural Animal Studies oder dem Ökofeminismus gestellt werden. Hierbei erkennen Theoretiker wie Christine Bauhardt an, dass sich mit Hilfe des Neuen Materialismus „Ökologische Fragen nach den Austauschprozessen zwischen menschlicher und nicht-menschlicher Natur“ wieder ins Blickfeld nehmen lassen. So führt z. B. Jane Bennett mit dem Konzept „thing-power“ ökologisches Denken und den Ansatz des Neuen Materialismus zusammen, indem sie „Kritik an übermäßigem Konsum und der damit verbundenen Wegwerfmentalität“ übt.
An dieser Stelle plädiert Jane Bennett nicht nur für ökologische Nachhaltigkeit, sondern formuliert mit ihrer These einer „Vitalität der Dinge zu einer Reformulierung der Kapitalismuskritik“. Hanna Meissner schließt hier an und bestärkt „[a]ngesichts der Zerstörungen, die mit dem Zeitalter des Menschen und der ihm eigenen Vorstellung technischer Kontrollierbarkeit der Natur“ die Notwendigkeit der im Neuen Materialismus zentralen Frage „wie wir uns der Materialität unserer Bedingungen anders zuwenden können“ und zwar hin zu „weniger gewaltsamen Verhältnissen“. Auch Karen Barad „betont die Bedeutung von Ethik“ und, dass die Menschheit Verantwortung übernehmen solle – jedoch anders als in der humanistischen Konzeption. Im New Materialism sei Verantwortung nicht „…das exklusive Recht, die Verpflichtung oder das Herrschaftsgebiet des Menschen“. Aus diesem Denken heraus formuliert Karen Barad den „Anspruch einer ethischen Verpflichtung“ woraus sich für Barad eine „Verantwortliche Objektivität“ und eine damit einhergehende „Ethik des Wissens“ ableitet. Diese beschreibt die „Notwendigkeit einer kritischen Reflexion der Herstellung, Stabilisierung und möglichen Destabilisierungen von Bedeutungen und Grenzen und damit verbunden der Verantwortung, welches Wissen und welches Sein dabei ausgeschlossen und unmöglich gemacht wird.“ 2012 erweitert Karen Barad ihre Theorie und führt den hierzu den Begriff der „Ethico-onto-epistemo-logy“ ein.
Andreas Folkers sieht die politische Stärke des Neuen Materialismus in seiner „spekulative[n] Haltung“. Die Betonung der Unabschließbarkeit des Materiellen, halte auch die Frage nach dem Sozialen offen und verhindere dadurch die „Abschließung der politischen Agenda“. Welche Dinge perspektivisch politisch ins „Gewicht fallen werden und sich zum Teil des Sozialen machen, steht nicht fest“ und der Neue Materialismus würde ihnen offen begegnen. Solche konstruktiven Irritationen und Erreger brauche jede Kritik, damit ihr nicht der Dampf ausgehe.